# Tito (discepolo di Paolo)
San Tito (... – post 69) fu uno dei più stretti collaboratori di Paolo di Tarso, che gli indirizzò una delle sue lettere pastorali.
Secondo la tradizione fu vescovo di Creta.
È venerato come santo da tutte le Chiese che ammettono il culto dei santi.

## Biografia
Tito è noto solo attraverso le lettere di Paolo, in quanto gli Atti degli Apostoli non lo menzionano. È anche il destinatario della Lettera a Tito, che però, insieme alle altre due lettere pastorali (le due lettere a Timoteo), è considerata pseudoepigrafa (cioè non scritta da Paolo sebbene l'autore affermi di esserlo) dai critici modernisti mentre è considerata autentica da tutti gli studiosi di orientamento conservatore.
Greco di origine pagana, venne probabilmente convertito al cristianesimo dallo stesso Paolo. Gli fu frequentemente vicino durante tutti i suoi viaggi, particolarmente nei difficili rapporti con l'irrequieta comunità di Corinto.
Attorno al 50 accompagnò Barnaba e Paolo al concilio di Gerusalemme per discutere con gli apostoli circa la libertà dell'adesione alla legge giudaica per i nuovi convertiti di origine pagana.
Durante il terzo viaggio missionario, fu inviato da Paolo a Corinto quale messaggero di pace, per ristabilire l'armonia fra i cristiani della città e l'Apostolo, compromessa da avvenimenti piuttosto spiacevoli e non del tutto chiari per noi (2 Co 2,13; 7,6). Successivamente, ebbe anche l'incarico di organizzare la colletta per i poveri in Gerusalemme in quella stessa comunità (2 Co 8,6-17).
Il rapporto tra Paolo e Tito appare improntato all'amicizia fraterna, cementato da una comunanza di sentimenti, di spirito, di cuore. In 2 Co 2,12-13 Paolo, recatosi a Troas per predicarvi la parola di Dio, non trova vera consolazione - non ebbi pace nello spirito -  perché non vi trova Tito. 
Nelle lettere pastorali, è definito dall'autore «vero figlio nella fede comune», e si dice che Tito era stato posto a guida della Chiesa di Creta, per poi andare in seguito in Epiro, a Nicopoli, e in Dalmazia.

## Culto

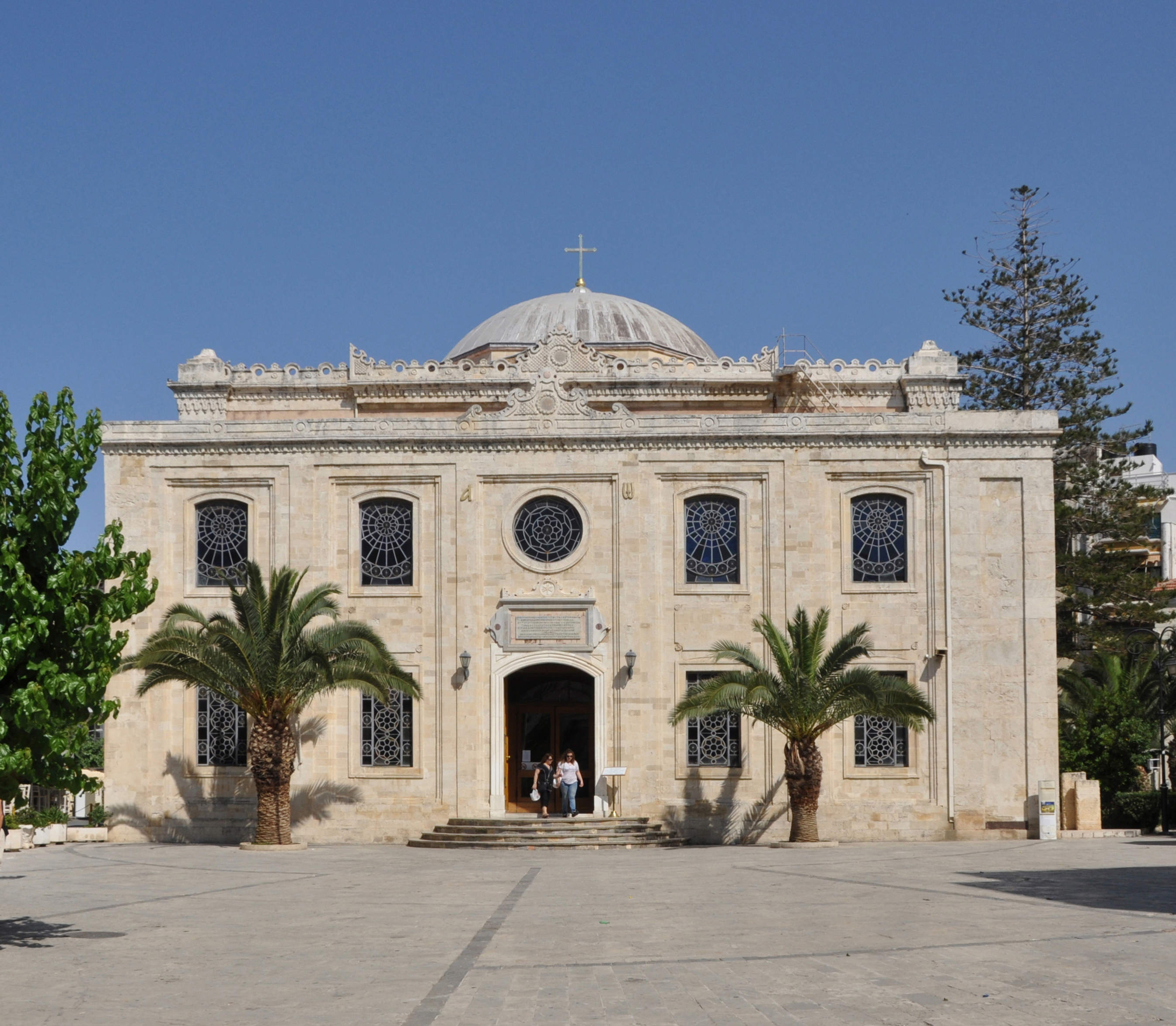
Chiesa di San Tito a Candia

Le Chiese orientali ne fanno memoria il 25 agosto.
La Chiesa cattolica fissava per la sua celebrazione la data del 4 gennaio, ma papa Pio IX (1846-1878) spostò la sua festa al 6 febbraio. Con la riforma del calendario dei santi operata da papa Paolo VI nel 1969 la sua memoria è stata fissata al 26 gennaio e unita a quella dell'altro discepolo di Paolo destinatario delle lettere pastorali, Timoteo. La messa tridentina impiega la data del 6 febbraio.

## Reliquie
Nella chiesa di San Tito a Candia sull'isola di Creta si venera il suo cranio.